# Blow by Blow
Blow by Blow je první sólové studiové album Jeffa Becka, vydané v roce 1975 u Epic Records. Album produkoval George Martin. Jeff Beck již své první album vydal v roce 1968, deska se jmenovala Truth, ale bývá označována jako album skupiny The Jeff Beck Group.

## Seznam skladeb
| Strana 1 | Strana 1             | Strana 1                      | Strana 1 |
| Pořadí   | Název                | Autor                         | Délka    |
| -------- | -------------------- | ----------------------------- | -------- |
| 1.       | You Know What I Mean | Beck, Middleton               | 4:05     |
| 2.       | She's a Woman        | Lennon, McCartney             | 4:31     |
| 3.       | Constipated Duck     | Beck                          | 2:48     |
| 4.       | Air Blower           | Beck, Middleton, Chen, Bailey | 5:09     |
| 5.       | Scatterbrain         | Beck, Middleton               | 5:39     |

| Strana 2       | Strana 2                    | Strana 2       | Strana 2 |
| Pořadí         | Název                       | Autor          | Délka    |
| -------------- | --------------------------- | -------------- | -------- |
| 1.             | Cause We've Ended As Lovers | Wonder         | 5:52     |
| 2.             | Thelonius                   | Wonder         | 3:16     |
| 3.             | Freeway Jam                 | Middleton      | 4:58     |
| 4.             | Diamond Dust                | Holland        | 8:26     |
| Celková délka: | Celková délka:              | Celková délka: | 44:40    |

## Sestava
- Jeff Beck - elektrická kytara, basová kytara
- Max Middleton - klávesy
- Phil Chen - basová kytara
- Richard Bailey - bicí, perkuse
- Stevie Wonder - klávesy